# Sea Venture
 (février 2021).
Le Sea Venture est un navire anglais du XVIIe siècle, faisant partie de la troisième mission d'approvisionnement de la colonie de Jamestown, qui fait naufrage aux Bermudes en 1609. C'est le navire amiral, construit pour cette mission par la London Company, et un navire très inhabituel pour son temps, puisqu'il serait[réf. nécessaire] le premier navire marchand single timbered[Quoi ?] (ses canons étant placés sur son pont principal plutôt que sous le pont comme sur la plupart des navires) ; c'est aussi le premier navire anglais conçu pour transporter des émigrants. Le naufrage du Sea Venture est largement considéré comme la source d'inspiration de l’œuvre de William Shakespeare, La Tempête. 

## The Virginia Company
Le propriétaire de la London Company avait établi la colonie de Jamestown en Virginie en 1607 et livré des fournitures et des colons supplémentaires en 1608, portant la population de la colonie anglaise à 200 personnes, malgré de nombreux décès. L'ensemble de l'opération fut caractérisé par son manque de ressources et d'expérience. La flotte de la société était composée de navires qui n'étaient pas adaptés pour transporter un grand nombre de passagers à travers l'océan Atlantique, et la colonie elle-même était menacée par la famine, les maladies et la guerre avec les peuples autochtones. 
La colonie de Jamestown semblait condamnée à subir le même sort que la colonie de Roanoke et la colonie Popham du Maine, deux tentatives anglaises antérieures ratées de s'installer en Amérique du Nord, à moins d'un effort majeur de secours (malgré la livraison de fournitures en 1608, les première et deuxième missions d'approvisionnement du capitaine Christopher Newport). Pourtant, les investisseurs de la London Company s'attendaient à récolter les fruits de leurs investissements spéculatifs. Avec la Second Supply, ils exprimèrent leurs frustrations et adressèrent des demandes écrites aux dirigeants de Jamestown. Ils exigèrent spécifiquement que les colons envoient des marchandises suffisantes pour payer le coût du voyage, un morceau d'or, l'assurance qu'ils avaient trouvé la mer du Sud, et un membre de la colonie perdue de Roanoke. 
Il incombait au troisième président du Conseil de répondre. Toujours audacieux, le capitaine John Smith lança ce qui a dû être un signal d'alarme pour les investisseurs de Londres. Dans ce qui a été appelé « Smith's Rude Answer », il écrivit : 

« When you send againe I entreat you rather send but thirty Carpenters, husbandmen, gardiners, fishermen, blacksmiths, masons and diggers up of trees, roots, well provided; than a thousand of such as wee have: for except wee be able both to lodge them and feed them, the most will consume with want of necessaries before they can be made good for anything. »

Smith commença sa lettre par quelque chose comme des excuses, disant : « Je prie humblement vos pardons si je vous offense avec ma réponse grossière. » 
Il y a de fortes indications que Londres comprit le message et y adhéra : la troisième mission de ravitaillement était de loin la plus importante et la mieux équipée. Ils confièrent le navire amiral, le Sea Venture nouvellement construit, aux mains expérimentées de Christopher Newport. 

## Construction
Probablement construit à Aldeburgh, le Sea Venture est le premier navire anglais conçu pour transporter des émigrants. Il jauge 300 tonneaux et se distingue de ses contemporains par son aménagement : ses canons sont placés sur le pont principal, et non au-dessous comme c'était alors la norme. Le navire est lancé en 1609 et son voyage inachevé pour Jamestown semble être son voyage inaugural. 

## Perte
Le 2 juin 1609, le Sea Venture quitte Plymouth en tant que navire amiral d'une flotte de sept navires (remorquant deux pinasses supplémentaires) à destination de Jamestown, en Virginie, dans le cadre du troisième approvisionnement, transportant de 500 à 600 personnes (on ne sait pas si ce nombre comprend l'équipage ou seulement les colons). Le 24 juillet, la flotte subit une forte tempête, probablement un cyclone tropical, et les navires sont séparés. Une pinasse, Catch, sombre corps et biens. Le Sea Venture cependant affronte la tempête pendant trois jours. Des navires de taille comparable ont survécu à un tel mauvais temps, mais le Sea Venture a un défaut critique dans sa conception. Le calfatage est rapidement emporté et le navire commence à faire eau. Tous les bras sont employés à écoper l'eau qui monte dans la cale. 
Les canons tribord du navire sont largués pour augmenter sa flottabilité, mais cela ne fait que retarder l'inévitable. L'amiral de la compagnie lui-même, Sir George Somers, est aux commandes pendant la tempête. Quand il aperçoit la terre le matin du 25 juillet, l'eau de la cale est montée à 9 pieds (2,7 m), et l'équipage et les passagers ont dépassé le point d'épuisement. Somers échoue délibérément le navire sur les récifs de Discovery Bay, dans ce qui s'est avéré plus tard être les Bermudes orientales, afin d'empêcher son naufrage. Cela permet à 150 personnes et à un chien d'être débarqués en toute sécurité. Les survivants, dont plusieurs responsables de la compagnie (le lieutenant-général Sir Thomas Gates, le capitaine du navire Christopher Newport, Sylvester Jordain, Stephen Hopkins, plus tard sur le Mayflower, et le secrétaire William Strachey), restent immobilisés aux Bermudes pendant environ neuf mois. 

## DeliveranceetPatience

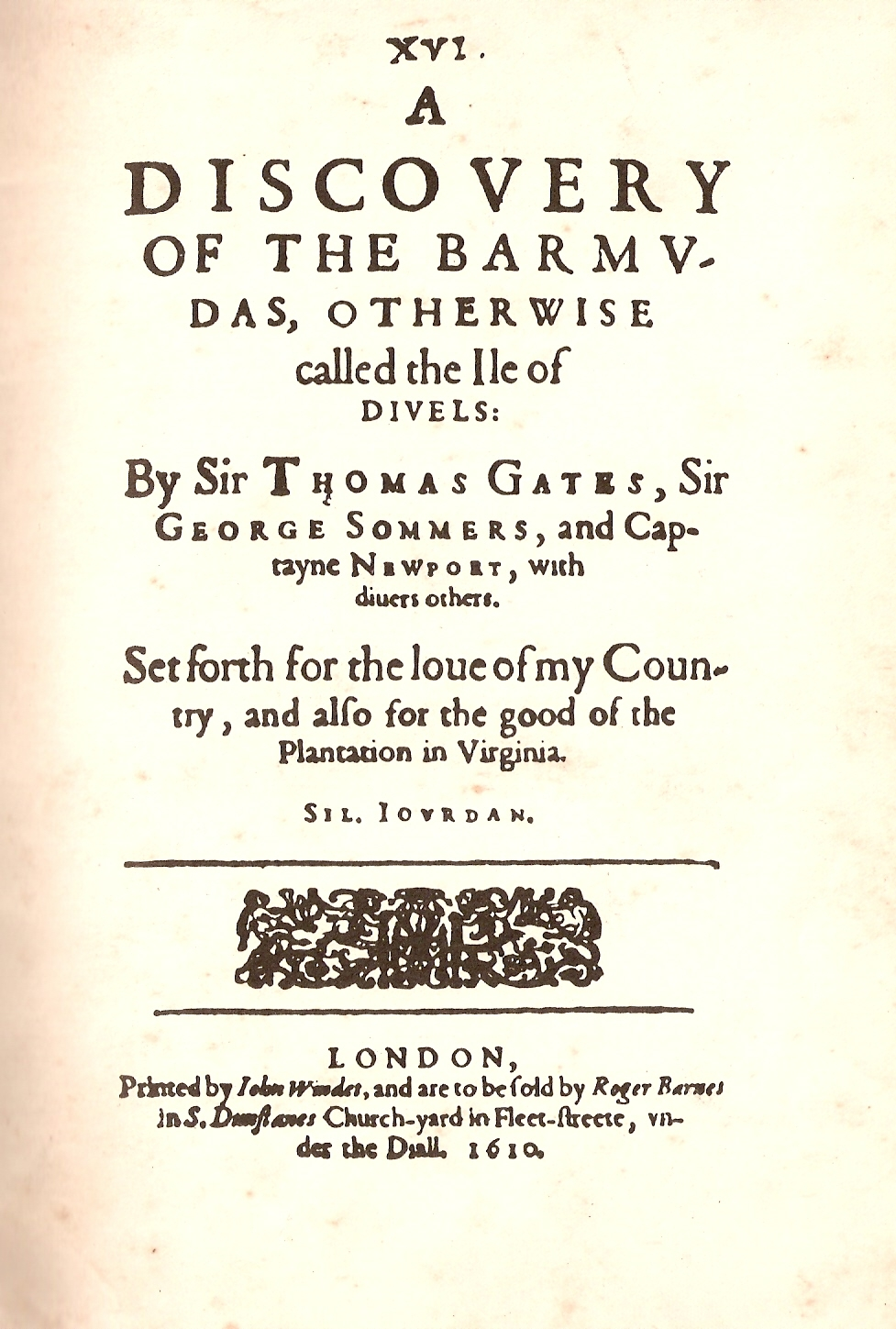
Une découverte des Bermudes de Sylvester Jordain, 1610.

Pendant le temps passé aux Bermudes, les survivants construisent deux nouveaux navires, les pinasses Deliverance et Patience, à partir du cèdre des Bermudes local, un bois particulièrement prisé par les constructeurs de navires régionaux car il est aussi solide que le chêne, mais plus léger. Cette espèce de genévrier mal nommée peut être travaillée immédiatement après l'abattage, et elle a une haute résistance à la pourriture et aux tarets. Des matériaux récupérés de l'épave échouée sont également utilisés, en particulier son gréement. La construction se déroule entre la fin de l'automne 1609 et le début du printemps 1610 sous la direction de l'amiral Somers et de James Davis, capitaine du Gift of God, qui possède une connaissance considérable de la construction navale. 
Pendant la construction des nouveaux navires, une chaloupe du Sea Venture équipée d'un mât est envoyée sous le commandement de Henry Ravens pour trouver la Virginie, mais le bateau et son équipage ne sont jamais revus. Finalement, sous le commandement de Newport, les deux navires avec 142 survivants mettent les voiles pour la Virginie le 11 mai 1610 et arrivent à la colonie de Jamestown le 23, un voyage de moins de deux semaines. Deux hommes, Carter et Waters, sont laissés sur place ; ils ont été reconnus coupables d'infractions inconnues et se sont enfuis dans les bois des Bermudes pour échapper à la punition et à l'exécution. 
À Jamestown, seuls 60 survivants sont retrouvés sur les quelque 500 qui les avaient précédés. Beaucoup d'entre eux sont eux-mêmes en train de mourir, et la colonie est rapidement jugée non viable. Tout le monde embarque alors à bord du Virginia, du Deliverance et du Patience pour l'Angleterre. L'arrivée opportune d'une autre flotte de secours, portant le gouverneur Baron De La Warr, accorde un sursis à Jamestown. Tous les colons sont relogés dans la colonie, mais il y a encore une grave pénurie de nourriture.  
À l'automne 1610, l'amiral Somers retourna aux Bermudes sur le Patience pour obtenir des cochons sauvages et de la nourriture qui y avait été stockée. Malheureusement, Somers décède aux Bermudes d'une « surabondance de porc » et la pinasse, commandée par son neveu Mathew Somers, retourne directement à Lyme Regis dans le Dorset, en Angleterre avec le corps afin de réclamer son héritage.[réf. nécessaire]

## Épave

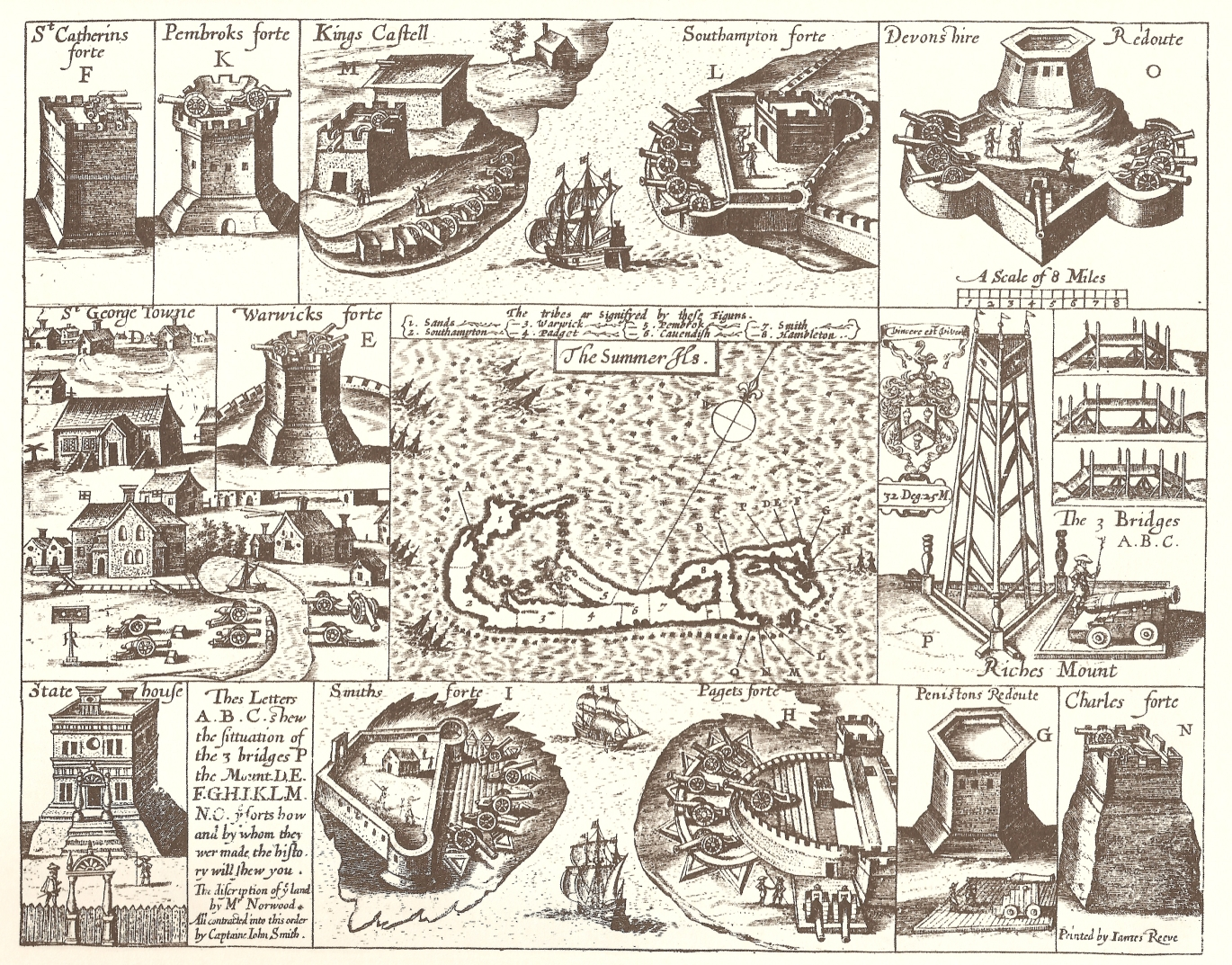
Carte de 1624 du capitaine John Smith des îles Somers (Bermudes), montrant la ville de St. George et les fortifications connexes, y compris les fortifications des îles Castle.

Le Sea Venture échoue au sommet des récifs au large de Gate's Bay assez longtemps pour être dépouillé de toutes les pièces et matériaux utiles, non seulement par son équipage et ses passagers, mais par les colons suivants ; ce qui restait du navire finit par disparaître sous les vagues. Deux de ses canons sont récupérés en 1612 et utilisés dans la fortification initiale des Bermudes (l'un a été placé sur l'île du gouverneur, en face du fort de Paget, l'autre sur l'île du Château). Après la submersion de l'épave, son emplacement précis est resté inconnu jusqu'à ce qu'elle soit redécouverte par les plongeurs sportifs Downing et Heird en octobre 1958, toujours coincée dans un récif de corail. Il ne restait plus grand chose du navire ou de sa cargaison. Malgré le manque d'artefacts à trouver, elle a été identifiée avec certitude en 1959, à temps pour le 350e anniversaire de la destruction. Des recherches ultérieures ont découvert un canon et un boulet de canon, ainsi que des armes légères. Il y avait aussi des jarres espagnoles, du grès d'Allemagne et des céramiques et des marmites, un peu comme ce qui avait été trouvé lors des fouilles de Jamestown.

## Dans la fiction
- On pense que le naufrage a inspiré The Tempest de William Shakespeare. Cette tradition a été confirmée par une comparaison détaillée entre les récits des survivants tels que Sylvester Jordain[11] [12], et celui de l'historien et auteur William Strachey, qui a écrit un compte rendu de la tempête intitulé True Reportory of the Wrack, and Redemption of Sir Thomas Gates Knight, comme la principale source sur laquelle Shakespeare s'est appuyé[13].
- Le romancier et résident des Bermudes F. Van Wyck Mason a écrit un récit fictif de la destruction, The Sea Venture, publié pour la première fois en 1961.
- L'auteur américain du XXe siècle Scott O'Dell a écrit et publié un récit fictif du naufrage de Sea Venture intitulé The Serpent Never Sleeps.
- Sea Venture était également le nom d'un paquebot de croisière qui opérait entre les États-Unis et les Bermudes dans les années 1970 pour Flagship Cruises, avant d'être acheté par Princess Cruises, qui l'a renommé Pacific Princess ; celui-ci a ensuite été utilisé dans l'émission de télévision The Love Boat[14].

## Voir également
- Missions d'approvisionnement de Jamestown - Troisième mission d'approvisionnement
- The Virginia Company
- Compagnie des îles Somers
- Histoire des Bermudes
- Colonie et Dominion de Virginie
- Histoire de la Virginie